# 歩行障害
歩行障害（ほこうしょうがい、gait disturbance）とは先天性、後天性の双方を含めた様々な事柄を原因として自力で歩行することが困難あるいは不可能となってしまった状態。現代は高齢化社会とも言われるように高齢者の増加と共に歩行障害となった老人の増加が著しく社会問題となっている。若年層においても様々な病気を原因として歩行障害となる者は多い。アルコール依存症も歩行障害の原因となることがある。

## 種類
異常歩行は神経筋疾患、運動器疾患、加齢などが原因で引き起こされる。このほか異常歩行は外傷（ねんざ等）、下肢長差、筋疾患、疼痛などでも引き起こされる。
- すくみ足（frozen gait） - すくみ足は中枢神経疾患にみられる症状で下肢の屈筋と伸筋が同時収縮する現象をいう[6]。
- 小刻み歩行（brachybasia） - 小刻み歩行は血管障害性対麻痺、脳卒中、パーキンソン病患者に見られる歩容で、前屈姿勢で足底をこするような歩行をいう[6]。歩行時に一方の踵がもう一方の足先を超えられない[7]。高齢者で見られる小股歩行や、パーキンソン歩行とは区別される[7]。
- 失調性歩行（gait ataxia） - 継ぎ足歩行（英語版）、hopping（片足ケンケン)や両手を広げてバランスをとるなどが見られる[8]。
- 動揺性歩行（動揺歩行、waddling gait） - 進行性筋ジストロフィーの症状で腰椎の弯曲の増強により下肢の内旋と尖足を伴った左右の揺れの大きい歩行をいう[5]。
- 間欠性跛行（間欠性歩行困難症、Intermittent claudication） - 下肢の動脈の閉塞や狭窄などが原因で見られる歩行[5]。
- 鋏脚歩行（英語版）(はさみ足歩行) - 2種類あるので混同する可能性がある。（１）一歩をその脚の逆側に進める歩行（2）両ひざを密着させX脚の形で行う歩行[9]
- 千鳥足
- 跛行 - 外傷や奇形による。
- 有痛性歩行（英語版）
- パーキンソン歩行（英語版）[10] - パーキンソン病や、症候性パーキンソニズムで認められ、前傾姿勢で歩行時に徐々に速くなり突進する(加速歩行)、後ろから押された時に足が踏み出せず、踏み出した後は加速歩行のようになる（突進歩行）、歩行中に足を前に踏み出せず、前身できなくなる(すくみ足歩行)、歩行開始時に一歩めが踏み出せない(踏み出し障害)、階段や横線などの視覚的刺激でスムーズに歩行できる(矛盾性歩行)などの症候が見られる[7]。
- トレンデレンブルグ歩行（英語版）
- 感覚性失調歩行[10]
- 心因性歩行（cautious gait）[10]

など